# Torre Roble
Torre Roble es una torre de oficinas, ubicada en San Salvador, específicamente en el Boulevard de los Héroes, Centro Comercial Metrocentro, en la capital de El Salvador, sirve de sede del Salvadoreño Grupo Roble, cuenta con 14 pisos y mide 54 metros de altura.

## Descripción de la obra
La construcción de esta torre se da cuando el Grupo Roble luego de diez años de haberse establecido en El Salvador (en 1962), decide edificar lo que sería su sede corporativa , un edificio que aglomera todos los sectores y áreas del conglomerado empresarial. La torre fue diseñada por el arquitecto salvadoreño Manuel Roberto Meléndez Bischitz.
La torre se ubica en el Boulevard de los Héroes, en una de las zonas más activas de la capital San Salvador, dentro del complejo Metrocentro San Salvador.

### Detalles
- Ubicación: Boulevard de los Héroes
- Pisos: 12 sobre nivel de calle
- pisos: 2 dentro del nivel del centro comercial
- Altura: 54 m (177.16 pies)
- Fecha de inicio: finales de 1973
- Fecha de entrega: principios de 1974
- Instalaciones: Se encuentra dentro del Centro Comercial Metrocentro San Salvador

## Anexos
- Anexo:Edificios de El Salvador
- Anexo:Edificios más altos de Centroamérica